# Pfaffia iresinoides
Pfaffia iresinoides är en amarantväxtart som först beskrevs av Carl Sigismund Kunth, och fick sitt nu gällande namn av Spreng.. Pfaffia iresinoides ingår i släktet Pfaffia och familjen amarantväxter. Inga underarter finns listade i Catalogue of Life.